# 鄭文婷
鄭文婷（1968年9月28日—）是台灣民主進步黨政治人物、律師，現任基隆市議員。

## 早年
鄭文婷在從政前為律師，曾擔任基隆律師公會理事長、立法委員王拓助理、林右昌法律顧問。

## 從政
其在2015年曾投入民進黨2016年立法委員選舉基隆市選區初選，未獲提名。
2018年基隆市議員選舉，鄭文婷獲得民進黨提名參選，當選並擔任民進黨議會黨團總召。他原表態在2022年時參選基隆市市長，但在協調下仍參選議員。
鄭文婷於2024年立法委員選舉時再次投入基隆市選區初選，他最初民調落後而未獲提名，後來原先獲提名的張秉鈞因涉嫌貪汙退選，故鄭文婷遞補參選。後敗給時任國民黨市議員林沛祥。
2025年時，國民黨基隆市黨部以鄭文婷、張之豪曾投入基隆市市長謝國樑罷免案為由意圖罷免2人。罷免鄭文婷之一階提議在2月時送交中選會，6月時因二階連署未送件而失敗。

## 選舉紀錄
| 年度 | 選舉屆數               | 選舉區               | 所屬政黨   | 得票數 | 得票率 | 當選標記 |
| ---- | ---------------------- | -------------------- | ---------- | ------ | ------ | -------- |
| 2018 | 第十九屆基隆市議員選舉 | 基隆市第三選舉區     | 民主進步黨 | 3,125  | 14.12% |          |
| 2022 | 第二十屆基隆市議員選舉 | 基隆市第三選舉區     | 民主進步黨 | 3,209  | 15.63% |          |
| 2024 | 第十一屆立法委員選舉   | 基隆市立法委員選舉區 | 民主進步黨 | 69,741 | 33.07% |          |